# Neoechinorhynchus (Hebesoma) rostratus
Neoechinorhynchus (Hebesoma) rostratus is een soort haakworm uit het geslacht Neoechinorhynchus. De worm behoort tot de familie Neoechinorhynchidae. Neoechinorhynchus (Hebesoma) rostratum werd in 1998 beschreven door Amin & Bullock.